# Rana Vikrama
Rana Vikrama là một bộ phim hành động giật gân tiếng Kannada Ấn Độ năm 2015 do Pavan Wadeyar làm đạo diễn, Puneeth Rajkumar, Anjali và Adah Sharma thủ vai các nhân vật chính. Bộ phim thành công trên toàn thế giới. Rana Vikrama phát hành vào ngày 10 tháng 4 năm 2015. Phần âm thanh của bộ phim được phát hành vào ngày 21 tháng 3 năm 2015. Puneeth Rajkumar thủ vai hai nhân vật trong phim, mặc dù cả hai nhân vật đều không xuất hiện cùng một khung cảnh.

## Diễn viên
- Puneeth Rajkumar trong vai ACP Vikram và Vikrama
- Anjali trong vai Gowri
- Adah Sharma trong vai Paaru
- Girish Karnad trong vai K.V. Anand Rao – Bộ trưởng bang Karnataka.
- Rangayana Raghu trong vai Kulakarni
- Vikram Singh trong vai Antoganist Johnson và Louis Batten, Viceroy của Chính phủ Công ty (Vai kép)
- Ashok
- Sudha Belawadi trong vai Mẹ Vikram
- Mukhyamantri Chandru trong vai Thủ hiến bang Karnataka
- Avinash trong vai 'Kusti' Ranganna
- Dinesh Mangalore trong vai MLA Kulkarni
- Harsha BM

## Sản xuất
Theo báo cáo tháng 10 năm 2013, Pavan Wadeyar sẽ đạo diễn Puneeth Rajkumar trong bộ phim được công bố bởi Jayanna Combines. Bộ phim đã chính thức ra mắt cùng với một teaser vào ngày 17 tháng 3 năm 2014. Cũng vào ngày 17 tháng 3 Puneeth Rajkumar tổ chức sinh nhật 39 tuổi giữa một đám đông khổng lồ tại Kanteerava Studios trong khi anh cũng tham gia vào việc khởi động dự án tiếp theo của mình với Pavan Wadeyar. Cả gia đình Rajkumar đã có mặt tại các studio của Kanteerava để chúc mừng sinh nhật Puneeth Rajkumar và cho dự án tiếp theo của anh ấy. Shiva Rajkumar đã vỗ tay cho đoạn quay đầu tiên còn Parvathamma Rajkumar bật máy ảnh. Theo Pavan, Puneeth Rajkumar sẽ thủ vai một cậu sinh viên và một anh cảnh sát trong bộ phim này.
Nữ diễn viên Tamil-Telugu nổi tiếng Anjali trở về Sandalwood và sẽ đối đầu với Puneeth Rajkumar trong bộ phim này. Bộ phim đầu tay của cô ở Kannada là Honganasu vào bảy năm trước. Adah Sharma được chọn làm nữ anh hùng, sau khi Rachita Ram từ chối. Diễn viên Hindi Vikram Singh thủ vai nhân vật đóng thế.

### Quay phim
Việc quay phim thường xuyên bắt đầu từ ngày 9 tháng 6 năm 2014 tại Bangalore. Để chụp những cảnh quan trọng của bộ phim, một cái lều khổng lồ ngoài trời được dựng lên tại hampi trên bờ sông Tungabadra, Rana Vikrama được cho là một trong những bộ phim Kannada ngoài trời đắt tiền nhất. Diễn viên Yash nhân dịp này cũng ghé thăm đoàn làm phim tại Hampi. Đây là lần đầu tiên bộ phim Puneeth được quay tại Hampi trong khi cha Dr Rajkumar và anh trai Shiva Rajkumar đã từng quay một bộ phim trước đó. Cảnh giới thiệu Adah Sharma được quay tại ga tàu điện ngầm Metro, Bangalore. Rana Vikrama trở thành phim tiếng Kannada đầu tiên được quay tại Namma Metro. Những cảnh quan trọng khác được quay ở Bangalore, Belagavi, Hospete, Sandur và gần Donimalai. Teaser chính thức thứ hai của bộ phim được phát hành cùng với bộ phim tiếng Tamil Lingaa vào 12 tháng 12 năm 2014. Cảnh cao trào chính được quay tại Nhà máy Jindal, Bellary trong 18 ngày. Theo báo cáo, các nhà sản xuất của bộ phim đã đầu tư số tiền khổng lồ 1,25 Rs crore cho phần cao trào. Đạo diễn Pavan Wadeyar để tạo ra cảnh octan cao trào trong phim đã dùng khẩu súng 10 kg được thiết kế đặc biệt cho bộ phim. Nhóm gồm có 16 thành viên Ranavikrama đã lên lịch quay cuối cùng tại Milan, Ý vào tháng 1.

### Hậu sản xuất
Các hoạt động hậu sản xuất bắt đầu trong giai đoạn cuối cùng của việc quay phim. Puneeth bắt đầu lồng tiếng cho vai diễn của mình vào cuối tháng 2, cuối cùng anh phải dừng lại khi diễn viên bị cảm lạnh. Sau đó anh hoàn thành phần lồng tiếng của mình. Nam diễn viên Vikram Singh đóng vai phản diện trong bộ phim đã hoàn thành lồng tiếng vào ngày 9 tháng 3 năm 2015. Nữ diễn viên chính Anjali đã hoàn thành lồng tiếng cho vai diễn của mình vào ngày 19 tháng 3 năm 2015. Theo bản báo cáo, đó là lần đầu tiên cô lồng tiếng cho một bộ phim tiếng Kannada.

## Nhạc phim
V. Harikrishna sáng tác phần bài hát bộ phim đánh dấu sự hợp tác lần thứ tám của mình với Puneeth Rajkumar. Đạo diễn Pawan trong một cuộc phỏng vấn với Filmibeat nói rằng có 4 bài hát trong phim và Puneeth Rajkumar đã cắt xén hai bài hát cho bộ phim. Nhưng sau đó chỉ có một bài hát được Puneeth hát giữ lại. Đạo diễn Pavan đã công bố tại tài khoản Twitter của ông rằng các bài hát của bộ phim Rana Vikrama sẽ được phát hành vào ngày 10 tháng 4 năm 2015. 
Album bài hát nhận được nhiều phản hồi hỗn hợp từ người nghe.
| Track# | Tiêu đề           | Ca sĩ                           | Lời nhạc      | Độ dài |
| ------ | ----------------- | ------------------------------- | ------------- | ------ |
| 1      | "Ranavikrama"     | Kunal Ganjawala                 | Pavan Wadeyar |        |
| 2      | "Airtelu Aircelu" | Vijay Prakash                   | Pavan Wadeyar |        |
| 3      | "Neene Neene"     | Puneeth Rajkumar, Palak Muchhal | Kaviraj       |        |
| 4      | "Gowri Gowri"     | Karthik, Priya Himesh           | K. Kalyan     |        |

## Tiếp thị
Cái nhìn đầu tiên của bộ phim được phát hành vào ngày 17 tháng 3 năm 2014 nhân dịp sinh nhật của Puneeth Rajkumar trên YouTube. Teaser dài 54 giây trong cảnh Puneeth nhảy và bắn trong bộ đồng phục cảnh sát và quần jeans với Nhạc nền cùng từ "Vikrama Ranavikrama". Đoạn teaser của bộ phim được chiếu ở tất cả các rạp của Karnataka, bất kể bộ phim nào đang được phát tại trung tâm. Đây là lần đầu tiên đoạn giới thiệu phim được phát hành trên tất cả các rạp ở Karnataka
Đoạn teaser thứ hai của bộ phim được phát hành vào ngày 12 tháng 12 năm 2014 cùng với bộ phim Tamil Lingaa. Đoạn teaser này dài 45 giây, trong đó Puneeth cầm một khẩu súng trường tự động và bắn vào kẻ địch.
Đoạn teaser thứ ba của bộ phim được phát hành vào ngày 17 tháng 3 năm 2015 nhân dịp sinh nhật lần thứ 40 của Puneeth Rajkumar. Đoạn teaser dài 40 giây, trong đó Puneeth mặc một bộ đồng phục cảnh sát, lúc ấy nhiều người đồn đoán anh sẽ thủ vai Vikram IPS, thực hiện một vài chuỗi hành động octan cao.